# Tex Avery
Tex Avery (født 26. februar 1908, død 26. august 1980) var en amerikansk instruktør og tegner, der med sit arbejde spillede en væsentlig rolle i tegnefilmens historie. 
Hans mest kendte figurer er Snurre Snup, Daffy And og hunden Droopy. Desuden lavede han film om Det Gale Egern, der tror han er Napoleon. Han skabte hele den form for humor, vi i dag kender i næsten alle tegnefilm fra før 80'erne, undtagen Disneys.[kilde mangler]